# Gasthaus Am Markt 1
Das ehemalige Gasthaus Am Markt 1 in der niedersächsischen Samtgemeinde Land Hadeln, Gemeinde Osten im Landkreis Cuxhaven, stammt vom Anfang des 19. Jahrhunderts. Aktuell (2024) wird es als Wohnhaus genutzt.
Das Gebäude steht unter Denkmalschutz (siehe auch Liste der Baudenkmale in  Osten (Oste)).

## Geschichte und Beschreibung
Zur denkmalgeschützten Gebäudegruppe zwischen Am Markt, Fährstraße, Kirchstraße und Deichstraße gehören dieses Gasthaus (Am Markt Nr. 1), drei Wohnhäuser (Am Markt Nr. 2, Deichstraße 14 und 16), der Speicher (Fährstraße 8b) und der Treppenaufgang. In diesem Gebiet stehen als denkmalgeschützt auch die Kirche von 1747 und weitere Gebäude an der Deichstraße (6 bis 10) und Am Markt (3 und 5). Das Gebiet hat sich erst ab dem 14. Jahrhundert entwickelt, als 1396 eine Vorgängerkirche entstand, nachdem eine Kirche auf dem Dubben durch eine Sturmflut zerstört wurde.

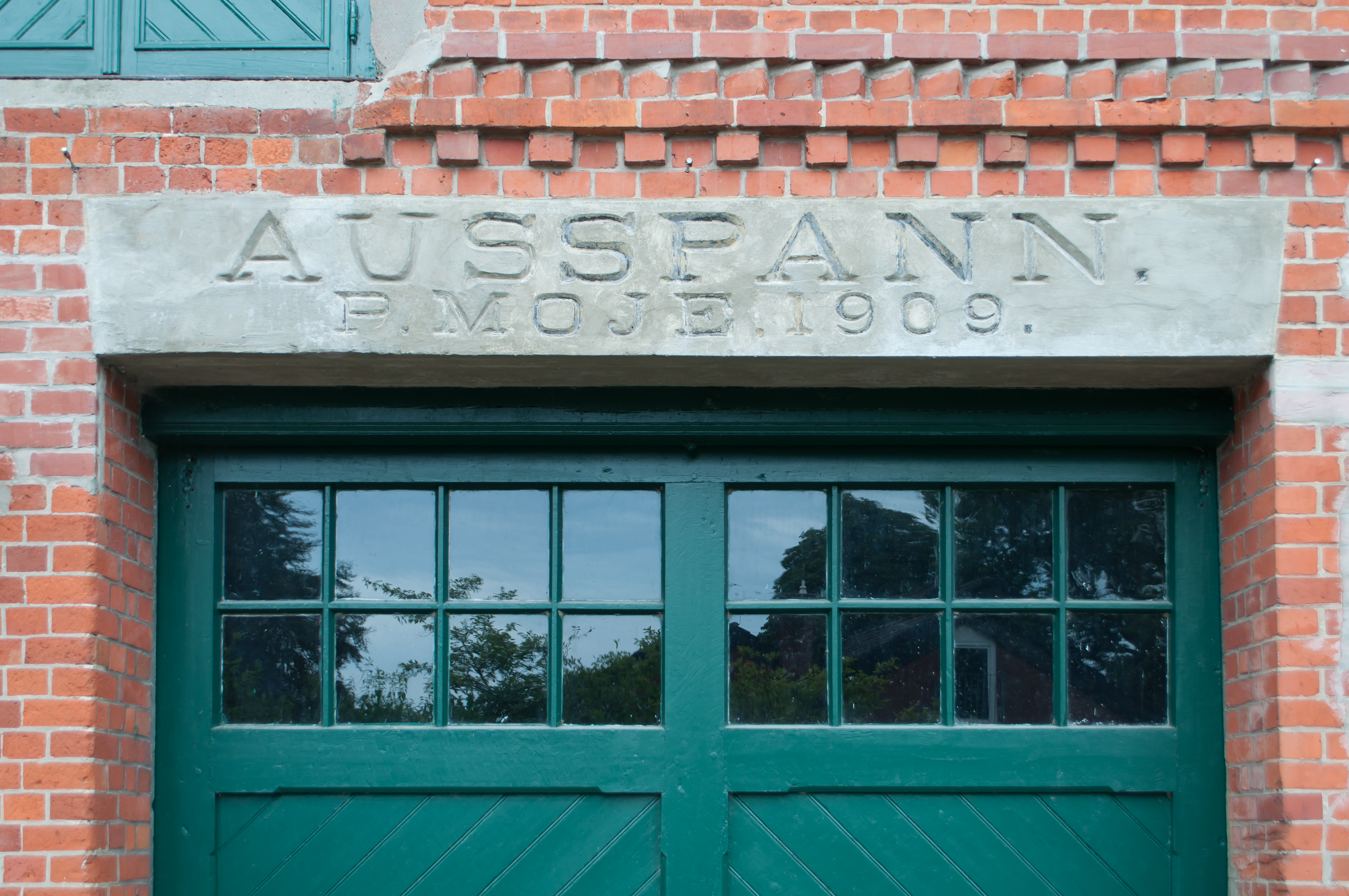
Inschrift am Haus Fährstraße 8b

Das heute als Wohnhaus genutzte Gebäude und das Speichergebäude Fährstraße 8b bildeten ursprünglich als Gastwirtschaft & Getreidehandel Peter Moje (alte Postkarte von 1902) eine Einheit die um 1900 als Ausspann (ehemalige Mühle Moje von 1909) bezeichnet wurde.
Das eingeschossige giebelständige klassizistische verputzte Gebäude auf Klinkersockel und mit Mansardgiebeldach wurde um 1820 gebaut. Das schlicht gestaltete Haus hat einen vorspringenden Gurt, Dach- und Giebelgesimse sowie gerade Fensterstürze. Das Giebeldreieck ist horizontal verbrettert. Zum mittigen Haupteingang führt eine dreistufige Freitreppe an der südöstlichen Giebelseite.
Das Landesdenkmalamt befand u. a.: „… Teil der Gebäudegruppe am Marktplatz … Haus Am Markt 1 weist auf eine Entstehung Anfang des 19. Jahrhunderts …“
Zur Gebäudegruppe gehören das Gasthaus (Nr. 1), drei Wohnhäuser (Nr. 2, Deichstraße 14 und 16), der Speicher (Fährstraße 8b) und der Treppenaufgang.